# NGC 5635
NGC 5635 é uma galáxia espiral (Sb) localizada na direcção da constelação de Boötes. Possui uma declinação de +27° 24' 33" e uma ascensão recta de 14 horas, 28 minutos e 31,5 segundos.
A galáxia NGC 5635 foi descoberta em 17 de Maio de 1784 por William Herschel.